# Grahlsches Haus

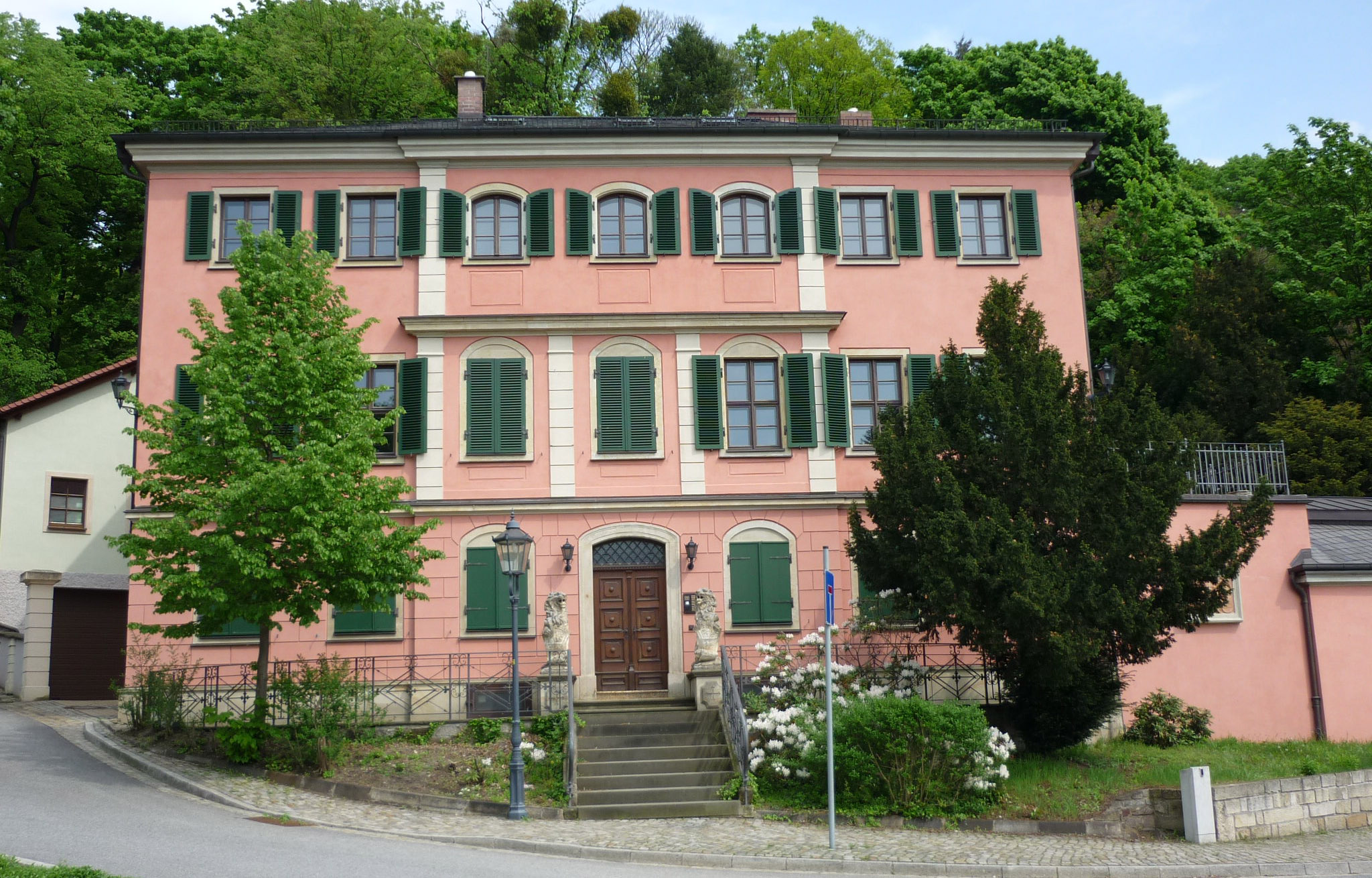
Ehemaliges Grahlsches Haus, jetzt Templerhaus in Dresden-Loschwitz

Das Grahlsche Haus (auch Kavaliershaus genannt) ist ein denkmalgeschütztes Gebäude in Dresden-Loschwitz, Pillnitzer Landstraße 63, das ursprünglich auf einem Weinbergsgelände errichtet wurde (ID-Nr. 09211288). Das Haus erhielt seinen Namen von seinen langjährigen Besitzern, dem Miniaturmaler August Grahl (1791–1868) und dessen Ehefrau Elisabeth Julie Grahl, geb. Oppenheim (1813–1905).

## Geschichte des Hauses

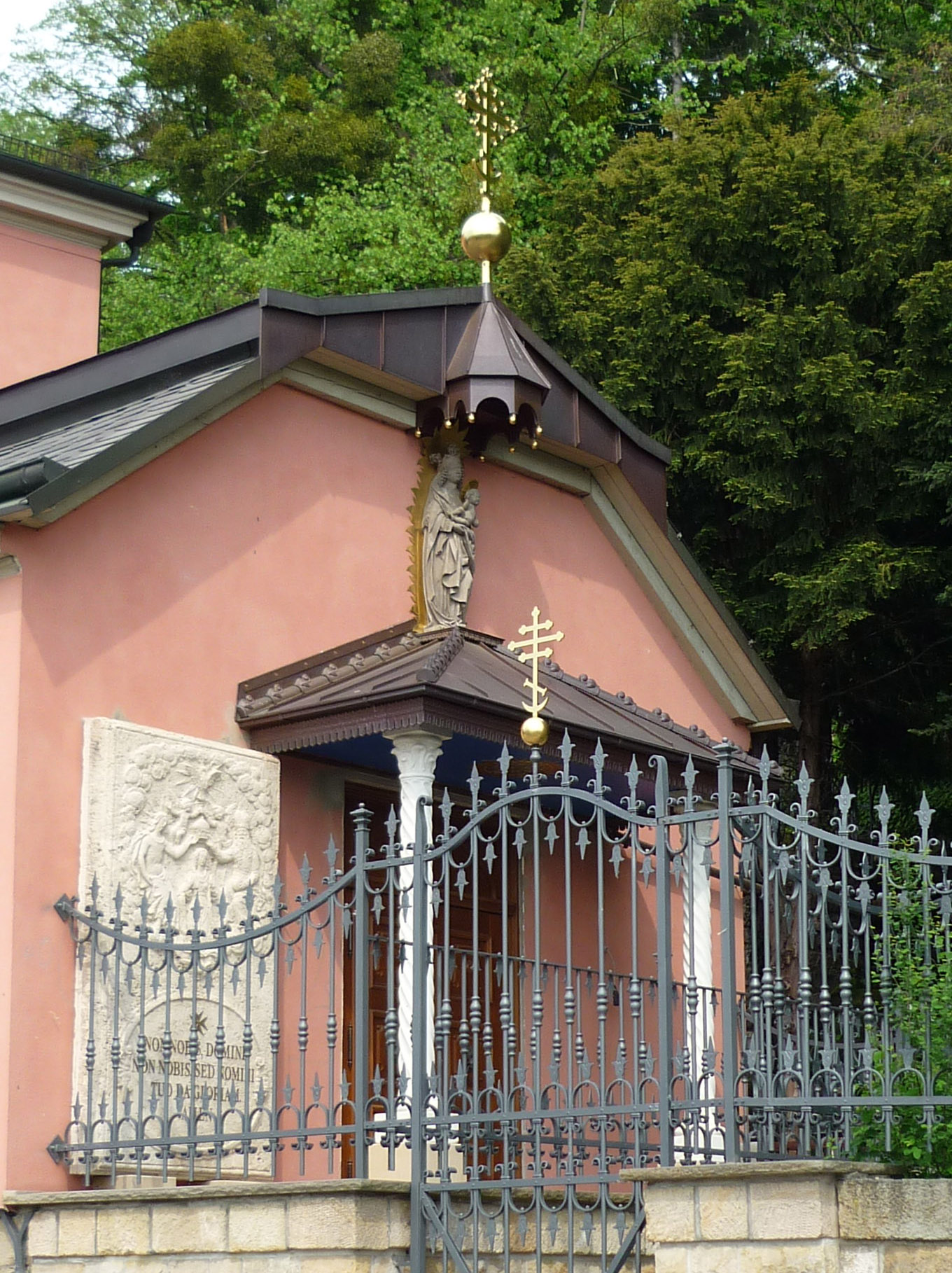
Eingang zur Kapelle am Grahlschen Haus in Dresden-Loschwitz

Der ursprüngliche Besitzer des Grundstücks war der Goldschmied Christian Dörre, ab 1804 war es im Besitz von Dorothee Eleonore verw. Senfft von Pilsach und ab 1843 von Louise Juliane Dorothee Freiin von Münchhausen.
Danach um 1865 wurde die Familie des Miniatur- und Porträtmalers August Grahl Bewohner und Eigentümer des Hauses, das zum Treffpunkt von Künstlern wurde, u. a. der Maler Woldemar Hottenroth (1802–1894), Edmund Hottenroth (1804–1889) und Christian Friedrich Gille (1805–1899) sowie der Familien Calberla und Wollner. 
Dessen Sohn, der Architekt Otto Grahl (1839–1875) führte ab 1867 umfangreiche Umbauten am Haus durch und ergänzte die obere Etage. Die Frau des Malers lebte nach dessen Tod im Jahr 1868 noch bis zu ihrem Tode im Jahr 1905 in diesem Haus.
Der „herrschaftliche“ Gärtnermeister Arthur Gruhl (1868–1942) war von 1895 bis 1921 als Verwalter eingesetzt und bewirtschaftete die Grahlsche Gärtnerei in den gegenüberliegenden Grundstücken, Pillnitzer Str. 82–84.
Ab 1922/23 wird der Fabrikbesitzer Robert Möbius als Eigentümer und Bewohner des Hauses genannt. Späterer Bewohner ist der Major a. D. Horst von Wittern (1876–1939), der ab 1934 auch als Eigentümer genannt wird und ab 1940 dessen Ehefrau Elisabeth von Wittern (1887–1971). Diese ließ 1947 Teile des Inventars der Hauskapelle von Schloss Wachwitz in den Gartensaal des Hauses einbauen und stellte diesen Raum für den katholischen Gottesdienst zur Verfügung. 
Die sogenannte Wachwitzer Kapelle wurde in dieser Zeit vom katholischen Theologen Günther Schulemann (1889–1964) betreut. Die Nutzung der Kapelle war bis 1974 möglich, danach musste sie wegen Baufälligkeit geschlossen werden. Die Erbin des Hauses Brigitta von Korff (1903–1975), Ärztin in Blasewitz, wohnte ab 1945 bis 1973 hier im Haus. Sie übersiedelte im Jahr 1973 nach München und schloss sich dort dem Templerorden an.
Nach 1945 wurde der Garten des Grundstücks zeitweilig in einzelne Schrebergärten aufgeteilt.
Seit 1992 ist der Archiconvent der Templer (ein orientalisch-orthodox-katholischer Orden) neuer Eigentümer, der im Rahmen der grundlegenden Renovierung des Hauses auch den ehemaligen Kapellenraum zu einer katholisch-orthodoxen Kapelle (mit Ikonostase) umbauen ließ. Der Gartenpavillon wurde zur Marienkapelle umgestaltet. Es ist vorgesehen, die Gebäude künftig als Ordenshaus zu nutzen.

## Bau
Laut Denkmaltext stammt das Wohnhaus aus der zweiten Hälfte des 18. Jahrhunderts und ist mit einem rückwärtigen Pavillon, Treppenanlage und Garten mit parkartiger Gestaltung (vor allem in Form eines ausgedehnten Wegesystems) versehen. Um 1867 erfolgte ein historisierend überformter Umbau zu einer klassizistischen Villa mit repräsentativer, die Mitte betonender Fassade, die baugeschichtlich und künstlerisch von Bedeutung ist. Durch den Ausbau des ursprünglichen Gartensaals zu einer katholischen Kapelle (jetzt katholisch-orthodoxe Kapelle) mit einer Marienfigur am Haus wurde der Bau künstlerisch aufgewertet. Leider wird das Haus derzeit nicht genutzt.